# Столбецкое (Покровский район)
Столбе́цкое — село в Покровском районе Орловской области России. Административный центр Столбецкого сельского поселения.

## География
Село находится на расстоянии 19 км к западу от посёлка городского типа Покровское, административного центра района, и 52 км к юго-востоку от города Орёл, административного центра области.

### Часовой пояс
Село Столбецкое, как и вся Орловская область, находится в часовой зоне МСК (московское время). Смещение применяемого времени относительно UTC составляет +3:00.

## Население
| 2002 | 2010 |
| ---- | ---- |
| 142  | ↘105 |

### Национальный состав
Согласно результатам переписи 2002 года, в национальной структуре населения русские составляли 98 % из 142 чел.